# Heinrich Zerkaulen

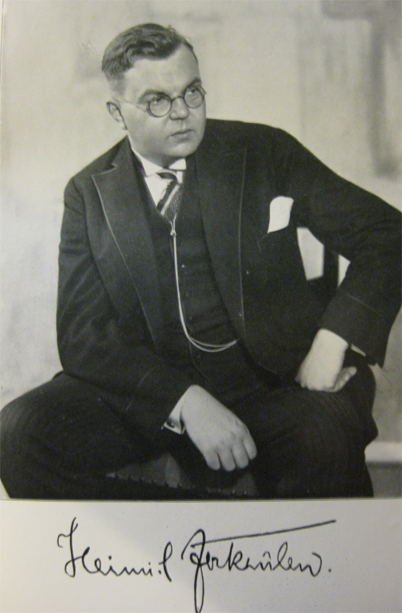
Heinrich Zerkaulen fotografiert von Genja Jonas, vor 1932

Heinrich Zerkaulen (* 2. März 1892 in Bonn; † 13. Februar 1954 in Hofgeismar) war ein deutscher Schriftsteller und Mitglied im Bamberger Dichterkreis.

## Leben
Heinrich Zerkaulen war der Sohn eines Schuhmachers. Nach dem Abitur studierte er Pharmazie an den Universitäten in München und Marburg. Zu Beginn des Ersten Weltkriegs meldete er sich als Kriegsfreiwilliger und kämpfte an der Ostfront. Nach einer schweren Verwundung war er ab 1916 als Feuilletonredakteur in Düsseldorf und Essen tätig. Ab 1923 wirkte er als Leiter der literarischen Abteilung des Städtischen Ausstellungswesens in Dresden, und ab 1931 war er freier Schriftsteller. Nach 1933 gehörte Zerkaulen zu jenen regimetreuen Autoren, die von der nationalsozialistischen Kulturpolitik besonders gefördert wurden. Er gehörte im Oktober 1933 zu den 88 Schriftstellern, die ein Gelöbnis treuester Gefolgschaft für Adolf Hitler abgaben. Zerkaulen war als Redakteur der sächsischen NS-Tageszeitung Der Freiheitskampf tätig. Nach 1945 brachte ihm seine politische Einstellung eine längere Internierung durch die amerikanische Besatzungsmacht ein, die er in seinem letzten Werk Zwischen Nacht und Tag. Erlebnisse aus dem Camp 94 (1951) schildert. Viele seiner Werke wurden in der Sowjetischen Besatzungszone auf die Liste der auszusondernden Literatur gesetzt.

## Künstlerisches Schaffen
Heinrich Zerkaulens Werk umfasst Romane, Erzählungen, Lyrik und Dramen. Nachdem er anfangs hauptsächlich Gedichte im volkstümlichen und patriotischen Ton verfasst hatte, wandte er sich in den Zwanzigerjahren der erzählenden Prosa zu, in der er die Biografien historischer Persönlichkeiten und Stoffe aus seiner rheinischen Heimat verarbeitete. Dabei gehörte Zerkaulen zu einer Gruppe von Autoren, die in der Provinz eine Gegenwelt zur dekadenten Industriewelt der Städte suchte.

„Diese Literatur beanspruchte mehr zu liefern als nur ein fiktiv-ideales Gegenbild zur problemzerrissenen Industriewelt mit ihren politischen und gesellschaftlichen Krisen: Hier sei der ‚völkische Lebensgrund‘ zu finden, von dem aus die Ganzheit des Lebens und die Gemeinsamkeit des Volkes gegen die Relativierungen und Interessenantagonismen der liberal-sozialistisch-bürgerlichen Industriewelt rettend wiederhergestellt werden sollte.“

Die provinzielle deutsche Idylle, die Zerkaulen und andere Autoren entwickelten, ist auch als Gegenwelt zur kritischen Provinzliteratur der Weimarer Zeit zu sehen, wie sie etwa Ödön von Horváth, Marieluise Fleißer oder Oskar Maria Graf repräsentieren.
Während des Nationalsozialismus hatte Zerkaulen großen Erfolg mit seinem Theaterstück Jugend von Langemarck und dem Roman Hörnerklang der Frühe, in denen er Fronterlebnisse des Ersten Weltkriegs verklärte:
„Zerkaulens fast ins Religiöse gesteigerter Nationalismus konnte sich ab 1933 voll entfalten, zunächst in dem Drama Jugend von Langemarck (Leipzig 1933), das die in blindem Gehorsam gefallenen Freiwilligen des Ersten Weltkriegs heroisierte und damit eines der meistgespielten Stücke der NS-Zeit wurde.“
Daneben gab er von 1936 bis 1941 die Romanzeitung Der goldene Born heraus. Nach 1945 gelang es ihm nicht mehr, an seine früheren Erfolge anzuknüpfen.

## Werke
- Weiße Astern, Wiesbaden 1912
- Hans Heiners Fahrt ins Leben, Mönchen-Gladbach 1913
- Blühende Kränze, Wiesbaden 1914
- Granatsplitter, M.Gladbach 1914
- Daheim und im Feld, M.Gladbach 1915
- In Reih und Glied, M.Gladbach 1915
- Leyer und Schwert, M.Gladbach 1915
- Wandlung, M.Gladbach 1916
- Liebe schöne Laute!, Cöln 1917
- Allerhand Käuze, Saarlouis 1918
- Einig Volk, M.Gladbach 1918
- Die Spitzweg-Gasse, Kempten u. a. 1918
- Mit dem Fiedelbogen, Essen 1919
- Der wandernde Sonntag, Kempten 1919
- Der Leuchtturm, Würzburg 1920
- Der kleine Umweg, Kempten 1921
- Ursula Bittgang, Warendorf 1921
- Mit Federkiel und Tintenklecks, Warendorf 1922
- Lieder vom Rhein, Warendorf 1923
- Der Tag in Blüten, Warendorf 1923
- Theodor Körners Liebesfrühling, Berlin-Lichterfelde 1923
- Die Insel Thule, Warendorf 1924
- Rund um die Frau, Hildesheim 1924
- Rautenkranz und Schwerter, Bremen 1927
- Nymphe Emale, Stuttgart 1928
- Die Welt im Winkel, Breslau 1928
- Das offene Fenster, Hellerau 1929
- Dresden, Deutschlands wundervolle Kunststadt, Dresden 1930
- Musik auf dem Rhein, Freiburg i. Br. 1930
- Tage auf Rügen, Dresden 1930
- Osternothafen, Berlin 1931
- Max Dreyer, Leipzig 1932
- Segenswünsche, Glatz 1932
- Bad Elster, mit Künstleraugen gesehen, Bad Elster 1933
- Die heimliche Fürstin, Freiburg im Br. 1933
- Hörnerklang der Frühe, Leipzig 1933
- Jugend von Langemarck, Leipzig 1933
- Anna und Sigrid, Berlin 1934 (eine Neuausgabe von "Osternothafen" 1931)
- Der Arbeit die Ehr’, Berlin-Schöneberg 1934
- Die kulturpolitische Sendung der deutschen Zeitung, Leipzig 1934
- Melodie des Blutes, Leipzig 1934
- Sächsische Königsschlösser, Bielefeld 1934
- Der arme Kumpel Doris, Berlin 1935
- Beethoven in Amsterdam, München 1935
- Das Deutsche Hygiene-Museum Dresden und seine kulturelle Bedeutung im In- und Ausland, Dresden 1935
- Die Elfenbeinfigur und andere Erzählungen, Berlin 1935
- Gesegneter Tag, München 1935 (pathetische Kriegslyrik)
- Der Sprung aus dem Alltag, Leipzig 1935
- Unrast und Ziel, Leipzig 1935
- Blau ist das Meer ..., Leipzig 1936
- Miniaturen in weiß und grün, Dresden 1936
- Der Reiter, Leipzig 1936
- Wunder unterwegs, Leipzig 1936
- Zwischen zwei Herzen, Berlin u. a. 1936
- Fahrten mit der Kriegsmarine, Leipzig 1937
- Heinrich Zerkaulen, Hamburg 1937
- Kriegsfreiwilliger von anno 14, Berlin u. a. 1937
- Der Strom der Väter, Leipzig 1937 (eine überarb. Neuausg. von "Die Welt im Winkel", Niederrhein-Roman)
- Herr Lukas aus Kronach, Leipzig 1938
- Der Spiegel im Herzen, Fulda 1938
- Brommy, Leipzig 1939
- Erlebnis und Ergebnis, Leipzig 1939
- Komm mit nach Madeira, Dresden 1939
- Die Dramen, Leipzig 1940
- Das Köln-Aachener Land, Düsseldorf 1940
- Narren von gestern - Helden von heute!, Berlin 1940
- 10 Jahre NS-Verlag für den Gau Sachsen, Dresden 1940
- Straße 50, Berlin 1941
- Der Tag von Eckernförde, München 1941
- Die Brücke, Berlin 1942
- Heimat und Weite, Leipzig 1942
- Die Begegnung zu Teplitz. Volk und Reich, Prag 1942[7]
- Die burgundische Hochzeit, Berlin 1943
- Der feurige Gott, Leipzig 1943
- Die Reise nach Prag und andere Erzählungen, Prag 1943
- Das Pelzchen, Bautzen 1944
- Zwischen Nacht und Tag, München 1951

### Herausgeberschaft
- Wilhelm Hauff: Märchenreich, München u. a. 1922
- Das Deutsche Hygiene-Museum und die Internationale Hygiene-Ausstellung, Dresden 1930, Dresden 1930
- Erinnerung an Dresden 1930, Leipzig 1930
- Das Buch Hans Christoph Kaergel, Schweidnitz 1933
- Zehn Dichter, zehn Landschaften, Leipzig 1937 (→ Bamberger Dichterkreis)
- Tafelrunde bei E. T. A. Hoffmann, Leipzig 1939
- Dichter grüßen die Front, München 1940
- Deutschland und sein Reiter, München 1943